# Ross Pierschbacher
Ross Pierschbacher (Cedar Falls, 5 maggio 1995) è un giocatore di football americano statunitense che milita nel ruolo di centro per i Detroit Lions della National Football League (NFL).

## Carriera

### Washington Redskins
Pierschbacher fu scelto nel corso del quinto giro (153º assoluto) del Draft NFL 2019 dai Washington Redskins. Debuttò come professionista subentrando nella gara del quarto turno contro i New York Giants. La sua stagione da rookie si concluse con 5 presenze, nessuna delle quali come titolare.

### Philadelphia Eagles
Il 14 dicembre 2020, Pierschbacher firmò con la squadra di allenamento dei Philadelphia Eagles.